# Cosma Spessotto
Padre Cosma Spessotto, al secolo Sante Spessotto (Mansuè, 28 gennaio 1923 – San Juan Nonualco, 14 giugno 1980) è stato un presbitero e francescano italiano; assassinato durante la guerra civile di El Salvador, è stato beatificato da papa Francesco nel 2022.

## Biografia

### Infanzia e gioventù
Nacque nel 1923 a Mansuè, piccolo centro della provincia di Treviso, terzo di dieci figli nati da Vittorio Spessotto e Giuseppina Zamuner, una coppia di contadini molto religiosi. Due giorni dopo la sua nascita venne battezzato con il nome di Sante.
Fu la zia paterna, Maria, una monaca costretta a ritirarsi dalla vita religiosa dopo aver contratto una malattia ossea, ad aver dato il principale apporto alla crescita cristiana del piccolo Sante e di tutti gli altri suoi nipoti. Fu dopo aver ricevuto la Cresima a nove anni che Sante manifestò al padre il desiderio di entrare in seminario, desiderio al quale dovette inizialmente rinunciare a causa degli scarsi mezzi economici familiari.

### Gli studi in seminario
Fu solo dopo qualche anno, a seguito di una missione popolare in paese dei frati francescani del Santuario della Madonna dei Miracoli di Motta di Livenza che Sante poté iniziare gli studi sacerdotali: il 3 settembre del 1935 lasciò il paese natale per il convento di San Daniele a Lonigo.
Il 16 settembre 1939 Sante iniziò il suo anno di noviziato come chierico. Ricevette l'abito francescano e con il cambio di nome optò per "Cosma", in onore di uno dei primi martiri cristiani: tutto questo avvenne nel convento di San Pancrazio a Barbarano Vicentino. Dopo l'anno di noviziato, il 17 settembre 1940 frate Cosma emise la prima professione dei voti monastici, promettendo di vivere secondo la regola di san Francesco.
Il periodo della formazione filosofica e teologica di frate Cosma coincise con la seconda guerra mondiale. Il suo primo anno di studi umanistici lo passò presso il convento del santuario di Sant'Antonio a Gemona del Friuli; gli eventi bellici costrinsero però gli studenti a trasferirsi nel convento di San Francesco di Padova. Cosma seguì l'ultimo anno di filosofia di nuovo a Barbarano Vicentino, dove gli studenti erano stati trasferiti per evitare i rischi dei bombardamenti aerei.
Seguì invece il primo anno di teologia presso il convento del santuario della Madonna di Rosa a San Vito al Tagliamento, dove fu operato a causa di un'ulcera: a causa della precaria situazione dovuta alla guerra, il paziente fu costretto a sopportare l'operazione senza l'ausilio di alcun tipo di anestesia.
La guerra costrinse frati e studenti a rifugiarsi nuovamente nel convento di Barbarano Vicentino, dove Cosma fece la perpetua consacrazione il 19 marzo 1944. Convento e santuario furono distrutti da due bombardamenti, avvenuti il 31 dicembre 1944 e il 22 marzo 1945.

### Sacerdozio

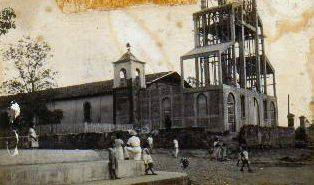
Costruzione della chiesa parrocchiale di San Juan Nonualco, 1960.
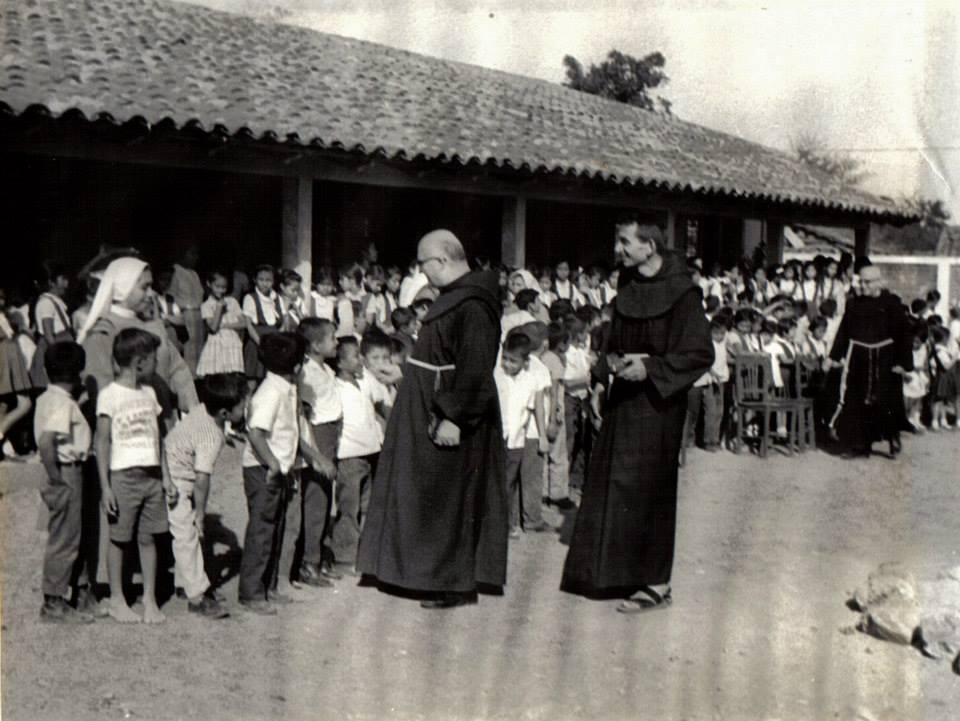
Visita a San Juan Nonualco del padre superiore dei frati francescani del Veneto, 1970.
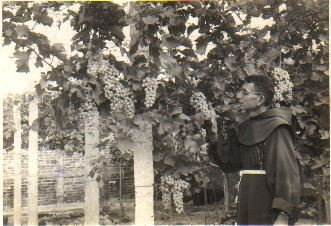
Padre Cosma vendemmia.

Frate Cosma, dopo aver sostenuto gli studi finali, fu ordinato sacerdote il 27 giugno 1948 nella basilica di Santa Maria della Salute a Venezia per mano del patriarca di Venezia Adeodato Piazza. Fin dai tempi del collegio aveva manifestato il desiderio di andare un giorno missionario in terre lontane: all'epoca la Provincia Italiana dei Francescani aveva una missione nella Cina centrale, dove egli chiese più volte di essere inviato, nonostante l'opposizione della famiglia. La sua richiesta fu più volte respinta e la salita al potere di Mao Zedong nel 1949 lo costrinse a desistere.

### In El Salvador

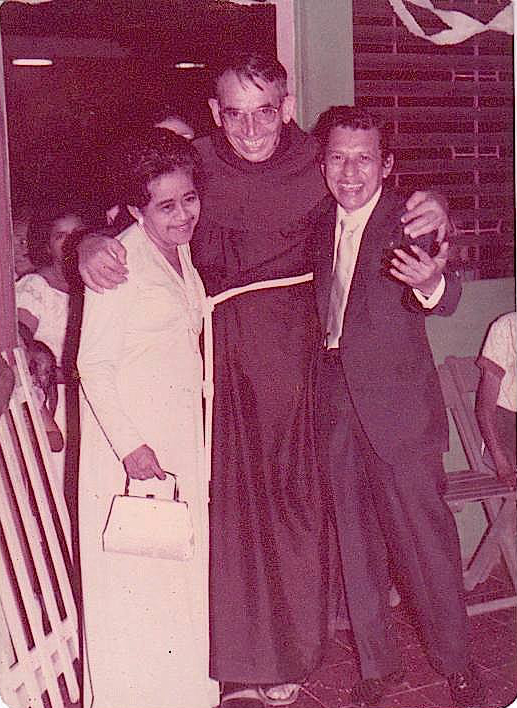
Padre Cosma fotografato il 9 gennaio 1980

Padre Cosma fu perciò inviato in America centrale dopo una richiesta pervenuta all'Ordine dei Frati minori dai vescovi della zona, in difficoltà a causa di una penuria di sacerdoti. Insieme ad altri due confratelli partì dal porto di Genova il 9 marzo 1950 per giungere a La Unión, in El Salvador, il 4 aprile seguente.
A padre Cosma fu assegnata la parrocchia di San Pedro Nonualco nel dipartimento di La Paz; qui organizzò gruppi di preghiera tra i fedeli, nonché direttive per svolgere attività e collette per acquistare cinque campane per la chiesa della parrocchia, che arrivarono dall'Italia. Tre anni dopo, l'8 ottobre 1953, fu trasferito in un altro comune del dipartimento, San Juan Nonualco.
Primo compito di padre Cosma fu la ricostruzione della chiesa, in rovina al momento del suo arrivo; la costruzione di un nuovo edificio, più moderno, iniziò il 2 giugno 1960 con la posa della prima pietra da parte di monsignor Pedro Arnoldo Aparicio y Quintanilla, vescovo della diocesi di San Vicente dalla quale dipendeva la parrocchia; i lavori terminarono 24 anni dopo.
Da segnalare anche il fatto che introdusse per la prima volta nel paese centroamericano la coltivazione di alcune specie di vitigni provenienti dalla sua terra natale.
In quegli anni Spessotto si trovò costantemente a denunciare le ingiustizie commesse durante la guerra civile salvadoregna, aiutando poveri e bisognosi. Si distinse anche nel dare sepoltura cristiana ai cadaveri degli assassinati lasciati per le strade, esponendosi in questo modo alle autorità: il frate non faceva distinzione tra le parti, dicendo: «Li ho battezzati tutti, sono tutti figli di Dio»; inoltre aiutò catechisti e sacrestani a costruire le proprie case e non risparmiò mai gli sforzi per visitare i malati e i bisognosi in qualsiasi momento.
Alla fine di maggio 1980 fu ricoverato al Policlinico salvadoregno a causa di complicazioni al fegato: gli fu diagnosticata la leucemia, che lo costrinse ad un periodo di convalescenza.

### Morte

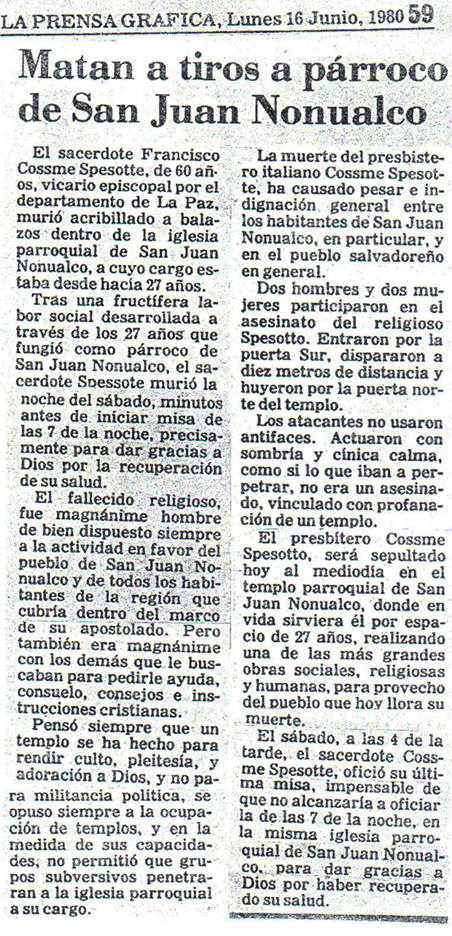
Articolo da La Prensa Gráfica del 16 giugno 1980

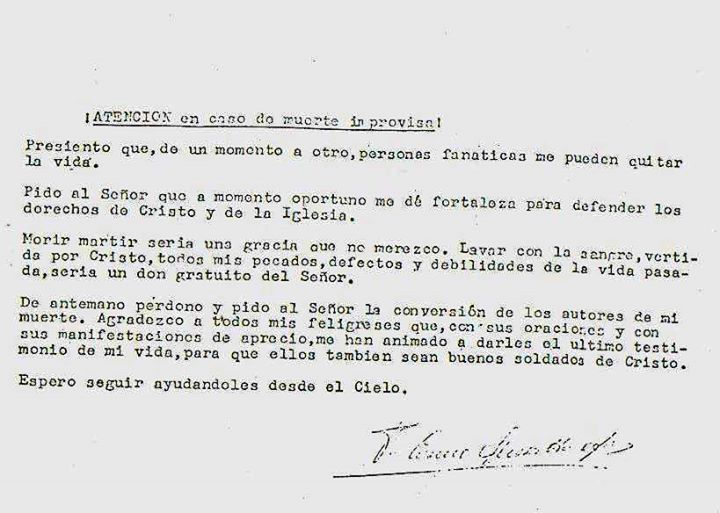
Il testamento spirituale di padre Cosma Spessotto

Padre Cosma, a causa di tutto questo, finì sotto il mirino delle autorità, cominciando a ricevere minacce di morte e lettere anonime. Sabato 14 giugno 1980 alle ore 19, mentre stava pregando prima di officiare la santa messa per la propria guarigione, fu ucciso a colpi di arma da fuoco da ignoti davanti all'altare maggiore della sua chiesa parrocchiale. Un omicidio simile a quello, avvenuta meno di tre mesi prima, sempre in El Salvador, dell'arcivescovo Óscar Romero.
Pur sentendosi da tempo in pericolo, nei mesi precedenti si era rifiutato di lasciare la parrocchia, scrivendo, poco prima di morire, un testamento spirituale in cui accettava il proprio martirio perdonando i propri carnefici ed esortando i suoi parrocchiani a essere valorosi soldati di Cristo, con la promessa che avrebbe continuato ad aiutarli dal paradiso.

## Processo di canonizzazione
Il processo per la canonizzazione di Spessotto è stato aperto dalla diocesi di Zacatecoluca il 17 luglio 1999, con la dichiarazione di nihil obstat ("niente contro") da parte del vescovo locale (prima tappa ufficiale del procedimento di santità) e l'approvazione ufficiale all'inizio della causa era stata concessa. Il processo diocesano si è aperto il 14 giugno 2000 e si è concluso il 14 giugno 2001.
La causa è stata ufficialmente accettata dalla Santa Sede il 4 aprile 2003, quando la Congregazione delle cause dei santi ha approvato il processo per ulteriori indagini, dopo la quale Padre Cosma è stato intitolato Servo di Dio da papa Giovanni Paolo II. Il 26 maggio 2020 è stato annunciato dalla Santa Sede che papa Francesco aveva approvato la sua beatificazione, con data della cerimonia da stabilire una volta passata la pandemia di COVID-19; il 27 agosto 2021 è stato annunciato che il rito di beatificazione si sarebbe celebrato il 22 gennaio 2022 insieme a quella di altri tre martiri della guerra civile .
La cerimonia di beatificazione si è tenuta a San Salvador, nella data prevista, presieduta dal cardinale Gregorio Rosa Chávez, delegato pontificio nel paese.